# Dalvin Tomlinson
Dalvin Tomlinson (McDonough, 28 febbraio 1994) è un giocatore di football americano statunitense che milita nel ruolo di defensive tackle per i Cleveland Browns della National Football League  (NFL).

## Carriera

### New York Giants
Tomlinson al college giocò a football con gli Alabama Crimson Tide dal 2013 al 2016, vincendo il campionato NCAA nel 2015. Fu scelto nel corso del secondo giro (49º assoluto) nel Draft NFL 2017 dai New York Giants. Debuttò come professionista partendo come titolare nella gara del primo turno contro i Dallas Cowboys mettendo a segno 4 tackle. Il primo sack lo mise a segno su Kirk Cousins il 23 novembre nella gara del Giorno del Ringraziamento contro i Washington Redskins. La sua prima stagione si concluse con 50 tackle e un sack, venendo inserito nella formazione ideale dei rookie dalla Pro Football Writers of America.

### Minnesota Vikings
Nel marzo del 2021 Tomlinson firmò con i Minnesota Vikings un contratto biennale del valore di 22 milioni di dollari.

### Cleveland Browns
Il 13 marzo 2023 Tomlinson firmò con i Cleveland Browns un contratto quadriennale del valore di 57 milioni di dollari.

## Palmarès
- PFWA All-Rookie Team - 2017